# Georg Niedermeier
Georg Niedermeier (Munique, 26 de fevereiro de 1986) é um futebolista profissional alemão que atua como defensor.

## Carreira
Georg Niedermeier começou sua carreira no Bayern Munich II em 2003, onde ficou até 2009.